# Liste der Anime-Titel/O

## O
| Name                                                                                      | Alternative Namen | Veröffentlichungsjahr | Studio(s)                         |
| ----------------------------------------------------------------------------------------- | --- | --------------------- | --------------------------------- |
| Obasuteyama                                                                               | 姥捨山, The Mountain Where Old Women Are Abandoned | 1925 als Kurzfilm     |                                   |
| Occultic;Nine (12 Folgen)                                                                 | | 2016 als Fernsehserie | A-1 Pictures                      |
| Oda Nobuna no Yabō (12 Folgen)                                                            | 織田信奈の野望 | 2012 als Fernsehserie | Studio Gokumi, Madhouse           |
| Odysseus 31 (26 Folgen)                                                                   | 宇宙伝説ユリシーズ31, Uchū Densetsu Ulysses 31 | 1981 als Fernsehserie | Tokyo Movie Shinsha               |
| Ogenki Clinic (3 Folgen)                                                                  | お元気クリニック, Ogenki Kurinikku | 1991 als OVA          | AC Create                         |
| Oh! My Goddess (5 Folgen)                                                                 | ああっ女神さまっ, Aa! Megami-Sama | 1993 als OVA          | AIC                               |
| ↳ Oh! My Goddess: Der Film                                                                | 劇場版「ああっ女神さまっ」, Gekijōban “Aa! Megami-sama” | 2000 als Film         | AIC                               |
| ↳ Mini-Göttinnen (48 Folgen)                                                              | ああっ女神さまっ小っちゃいって事は便利だねっ, Aa! Megami-Sama: Chitchai tte Koto wa Benri da ne | 1998 als Fernsehserie | Oriental Light and Magic          |
| Ojisan and Marshmallow (12 Folgen)                                                        | おじさんとマシュマロ, Oji-san to Mashumaro, Oji-san to Marshmallow | 2016 als Fernsehserie | Creators in Pack                  |
| Ōkami-san to Shichinin no Nakama-tachi (13 Folgen)                                        | オオカミさんと七人の仲間たち | 2010 als Fernsehserie | J.C.Staff                         |
| Ōkami Kakushi (12 Folgen)                                                                 | おおかみかくし | 2010 als Fernsehserie | AIC                               |
| Ōkami Shōjo to Kuro Ōji (12 Folgen)                                                       | オオカミ少女と黒王子 | 2014 als Fernsehserie | TYO Animations                    |
| Ōkami Shōnen Ken (86 Folgen)                                                              | 狼少年ケン | 1963 als Fernsehserie | Tōei Animation                    |
| Ōkami to Kōshinryō (13 Folgen)                                                            | 狼と香辛料, Spice and Wolf | 2008 als Fernsehserie | Imagin                            |
| ↳ Ōkami to Kōshinryō II (13 Folgen)                                                       | 狼と香辛料II, Spice and Wolf II | 2009 als Fernsehserie | Brain’s Base                      |
| Ōkami-san to Shichinin no Nakama-tachi (12 Folgen)                                        | オオカミさんと七人の仲間たち, Okami-san and Her Seven Companions | 2010 als Fernsehserie | J.C.Staff                         |
| Ōkiku Furikabutte (25 Folgen)                                                             | おおきく振りかぶって | 2007 als Fernsehserie | A-1 Pictures                      |
| ↳ Ōkiku Furikabutte – Natsu no Taikaihen (13 Folgen)                                      | おおきく振りかぶって 〜夏の大会編〜 | 2010 als Fernsehserie | A-1 Pictures                      |
| Okusama ga Seito Kaichō! (12 Folgen)                                                      | おくさまが生徒会長! | 2015 als Fernsehserie | Seven                             |
| ↳ Okusama ga Seito Kaichō!+! (12 Folgen)                                                  | おくさまが生徒会長!+! | 2016 als Fernsehserie | Seven                             |
| Oraa Guzura Dado (88 Folgen)                                                              | おらぁグズラだど | 1967 als Fernsehserie | Tatsunoko Production              |
| ↳ Ollies total verrückte Farm (44 Folgen)                                                 | おらぁグズラだど, Oraa Guzura Dado, Ox Tales | 1987 als Fernsehserie | Tatsunoko Production              |
| Omamori Himari (12 Folgen)                                                                | おまもりひまり | 2010 als Fernsehserie | Zexcs                             |
| Omoide no Marnie                                                                          | 思い出のマーニー, Omoide no Mānī | 2014 als Film         | Studio Ghibli                     |
| On Your Mark                                                                              | | 1995 als Kurzfilm     | Studio Ghibli                     |
| Onara Gorō (? Folgen)                                                                     | おなら吾郎 | 2016 als Fernsehserie | Ilca                              |
| Onbu Obake                                                                                | おんぶおばけ | 1955 als Film         |                                   |
| One Outs (25 Folgen)                                                                      | ワンナウツ | 2008 als Fernsehserie | Madhouse                          |
| One Piece: Taose! Kaizoku Ganzak (eine Folge)                                             | ONE PIECE 倒せ!海賊ギャンザック, One Piece: Taose! Kaizoku Gyanzakku | 1998 als OVA          | Production I.G                    |
| ↳ One Piece (? Folgen)                                                                    | ONE PIECE | 1999 als Fernsehserie | Tōei Animation                    |
| ↳ One Piece – Der Film                                                                    | ONE PIECE | 2000 als Film         | Tōei Animation                    |
| ↳ One Piece: Ruffy Rakka! Hikyō, Umi no Heso no Daibōken (eine Folge)                     | ONE PIECE ルフィ落下! 秘境・海のヘソの大冒険, One Piece: Rufi Rakka! Hikyō, Umi no Heso no Daibōken | 2000 als Special      | Tōei Animation                    |
| ↳ One Piece – Abenteuer auf der Spiralinsel!                                              | ONE PIECE ねじまき島の冒険, One Piece: Nejimaki-jima no Bōken | 2001 als Film         | Tōei Animation                    |
| ↳ One Piece – Chopper auf der Insel der seltsamen Tiere                                   | ONE PIECE 珍獣島のチョッパー王国, One Piece: Chinjū-jima no Choppā Ōkoku | 2002 als Film         | Tōei Animation                    |
| ↳ One Piece – Das Dead End Rennen                                                         | ONE PIECE THE MOVIE デッドエンドの冒険, One Piece the Movie: Dead End no Bōken | 2003 als Film         | Tōei Animation                    |
| ↳ One Piece: Ōunabara ni Hirake! Dekkai Dekkai Chichi no Yume (eine Folge)                | ONE PIECE 大海原にひらけ! でっかいでっカイ父の夢 | 2003 als Special      | Tōei Animation                    |
| ↳ One Piece: Mamore! Saigo no Daibutai (eine Folge)                                       | ONE PIECE 守れ! 最後の大舞台 | 2003 als Special      | Tōei Animation                    |
| ↳ One Piece – Der Fluch des heiligen Schwerts                                             | ONE PIECE 呪われた聖剣, One Piece: Norowareta Seiken | 2004 als Film         | Tōei Animation                    |
| ↳ One Piece – Baron Omatsuri und die geheimnisvolle Insel                                 | ONE PIECE THE MOVIE オマツリ男爵と秘密の島, One Piece the Movie: Omatsuri-danshaku to Himitsu no Shima | 2005 als Film         | Tōei Animation                    |
| ↳ One Piece: Nenmatsu Tokubetsu Kikaku! Mugiwara no Ruffy Oyabun Torimonochō (eine Folge) | ONE PIECE 年末特別企画! 麦わらのルフィ親分捕物帖 | 2005 als Special      | Tōei Animation                    |
| ↳ One Piece – Schloss Karakuris Metall-Soldaten                                           | ONE PIECE THE MOVIE カラクリ城のメカ巨兵, One Piece the Movie: Karakuri-jō no Meka Kyohei | 2006 als Film         | Tōei Animation                    |
| ↳ One Piece – Abenteuer in Alabasta – Die Wüstenprinzessin                                | ONE PIECE エピソードオブアラバスタ 砂漠の王女と海賊たち, One Piece: Episōdo obu Arabasuta: Sabaku no Ōjo to Kaizoku-tachi, One Piece: Episode of Alabasta: Sabaku no Ōjo to Kaizoku-tachi                            | 2007 als Film         | Tōei Animation                    |
| ↳ One Piece – Chopper und das Wunder der Winterkirschblüte                                | ONE PIECE THE MOVIE エピソードオブチョッパー+冬に咲く、奇跡の桜, One Piece the Movie: Episōdo ob Choppā +: Fuyu ni Saku, Kiseki no Sakura, One Piece the Movie: Episode of Chopper +: Fuyu ni Saku, Kiseki no Sakura | 2008 als Film         | Tōei Animation                    |
| ↳ One Piece: Romance Dawn Story (eine Folge)                                              | ONE PIECE ロマンス ドーン ストーリー, One Piece: Romansu Dōn Sutōrī | 2008 als OVA          | Tōei Animation                    |
| ↳ One Piece – Strong World                                                                | ONE PIECE FILM STRONG WORLD | 2009 als Film         | Tōei Animation                    |
| ↳ One Piece Film: Strong World Episode: 0 (eine Folge)                                    | ONE PIECE FILM STRONG WORLD EPISODE:0 | 2009 als OVA          | Tōei Animation                    |
| ↳ One Piece 3D: Mugiwara Chase                                                            | ONE PIECE 3D 麦わらチェイス, One Piece 3D: Mugiwara Cheisu | 2011 als Film         | Tōei Animation                    |
| ↳ One Piece Z                                                                             | ONE PIECE FILM Z | 2012 als Film         | Tōei Animation                    |
| ↳ One Piece Gold                                                                          | ONE PIECE FILM GOLD | 2016 als Film         | Tōei Animation                    |
| One Punch Man (12 Folgen)                                                                 | ワンパンマン | 2015 als Fernsehserie | Madhouse                          |
| ↳ One Punch Man: Road to Hero (eine Folge)                                                | ワンパンマン ロード・トゥ・ヒーロー, One Punch Man: Rōdo tu Hīrō | 2015 als OVA          | Madhouse                          |
| ↳ One Punch Man (6 Folgen)                                                                | ワンパンマン | 2015 als OVA          | Madhouse                          |
| One Room (12 Folgen)                                                                      | | 2017 als Fernsehserie | Taifū Graphics                    |
| Room Mate (12 Folgen)                                                                     | | 2017 als Fernsehserie | Taifū Graphics                    |
| ↳ One Room: Second Season (12 Folgen)                                                     | One Room セカンドシーズン, One Room: Sekando Shīzun | 2018 als Fernsehserie | Zero-G                            |
| Onee-chan ga Kita (12 Folgen)                                                             | お姉ちゃんが来た | 2014 als Fernsehserie | C2C                               |
| Onegai Teacher (13 Folgen)                                                                | おねがい☆ティーチャー, Please Teacher! | 2001 als Fernsehserie | Daume                             |
| ↳ Onegai Teacher (eine Folge)                                                             | おねがい☆ティーチャー, Please Teacher! | 2002 als OVA          | Daume                             |
| ↳ Onegai Twins (12 Folgen)                                                                | おねがい☆ツインズ, Please Twins! | 2003 als Fernsehserie | Daume                             |
| ↳ Onegai Twins (eine Folge)                                                               | おねがい☆ツインズ, Please Twins! | 2004 als OVA          | Daume                             |
| Onigiri (13 Folgen)                                                                       | 鬼斬 | 2016 als Fernsehserie | Pierrot Plus                      |
| Onihei (13? Folgen)                                                                       | 鬼平 | 2017 als Fernsehserie | Studio M2                         |
| Onii-chan Dakedo Ai Sae Areba Kankei Nai yo ne (12 Folgen)                                | お兄ちゃんだけど愛さえあれば関係ないよねっ | 2012 als Fernsehserie | Silver Link                       |
| Onii-chan no Koto Nanka Zenzen Suki Janain Dakara ne!! (13 Folgen)                        | お兄ちゃんのことなんかぜんぜん好きじゃないんだからねっ!! | 2011 als Fernsehserie | Zexcs                             |
| Onkyō Seimeitai Noiseman                                                                  | 音響生命体ノイズマン | 1997 als Film         | Studio 4°C                        |
| Orange (13 Folgen)                                                                        | orange | 2016 als Fernsehserie | Telecom Animation Film            |
| Ore ga Ojō-sama Gakkō ni “Shomin Sample” Toshite Gets Sareta Ken (12 Folgen)              | 俺がお嬢様学校に「庶民サンプル」としてゲッツされた件 | 2015 als Fernsehserie | Silver Link                       |
| Ore Monogatari!! (24 Folgen)                                                              | 俺物語!! | 2015 als Fernsehserie | Madhouse                          |
| Orenchi no Furo Jijō (13 Folgen)                                                          | オレん家のフロ事情 | 2014 als Fernsehserie | Asahi Production                  |
| Ore no Imōto ga Konna ni Kawaii Wake ga Nai (13 Folgen)                                   | 俺の妹がこんなに可愛いわけがない, Oreimo | 2010 als Fernsehserie | AIC Build                         |
| ↳ Ore no Imōto ga Konna ni Kawaii Wake ga Nai. (13 Folgen)                                | 俺の妹がこんなに可愛いわけがない。 | 2013 als Fernsehserie | A-1 Pictures                      |
| Ore no Kanojo to Osananajimi ga Shuraba Sugiru (13 Folgen)                                | 俺の彼女と幼なじみが修羅場すぎる | 2013 als Fernsehserie | A-1 Pictures                      |
| Ore no Nōnai Sentakushi ga, Gakuen Love Come o Zenryoku de Jama Shiteiru (10 Folgen)      | 俺の脳内選択肢が、学園ラブコメを全力で邪魔している | 2013 als Fernsehserie | Diomedéa                          |
| Oresama Kingdom: Kings of My Love (14 Folgen)                                             | オレ様キングダム Kings of My Love, Oresama Kingudamu: Kings of My Love | 2011 als OVA          | SynergySP                         |
| Oretachi ni Tsubasa wa Nai (12 Folgen)                                                    | 俺たちに翼はない | 2011 als Fernsehserie | Nomad                             |
| Origin – Spirits of the Past                                                              | 銀色の髪のアギト, Gin’iro no Kami no Agito | 2006 als Film         | Gonzo                             |
| Ore, Twintail ni Narimasu. (12 Folgen)                                                    | 俺、ツインテールになります。, Ore, Tsuintēru ni Narimasu. | 2014 als Fernsehserie | Production IMS                    |
| Oruchuban Ebichu (24 Folgen)                                                              | おるちゅばんエビちゅ | 1999 als Fernsehserie | Group TAC                         |
| Osamake: Romcom Where The Childhood Friend Won't Lose (12 Folgen)                         | 幼なじみが絶対に負けないラブコメ, Osananajimi ga Zettai ni Makenai Rabu Kome | 2021 als Fernsehserie | Dōga Kōbō                         |
| Osaru no Taigyo                                                                           | The Monkey's Big Catch | 1933 als Kurzfilm     |                                   |
| Oshi no Ko (11 Folgen)                                                                    | 【推しの子】 | 2023 als Fernsehserie | Dōga Kōbō                         |
| Oshiri Kajiri Mushi (48 Folgen)                                                           | おしりかじり虫 | 2013 als Fernsehserie | Kinema Citrus                     |
| Osomatsu-kun (56 Folgen)                                                                  | おそ松くん | 1966 als Fernsehserie | Studio Zero                       |
| ↳ Osomatsu-kun (86 Folgen)                                                                | おそ松くん | 1988 als Fernsehserie | Studio Pierrot                    |
| ↳ Mr. Osomatsu (25 Folgen)                                                                | おそ松さん, Osomatsu-san | 2015 als Fernsehserie | Studio Pierrot                    |
| ↳ Mr. Osomatsu (25 Folgen)                                                                | おそ松さん, Osomatsu-san | 2017 als Fernsehserie | Studio Pierrot                    |
| Otaku no Video (2 Folgen)                                                                 | おたくのビデオ | 1991 als OVA          | Gainax                            |
| Otogi Story: Tenshi no Shippo (12 Folgen)                                                 | おとぎストーリー 天使のしっぽ, Angel Tales, Angel Tail | 2001 als Fernsehserie | Tokyo Kids                        |
| ↳ Tenshi no Shippo Chu! (11 Folgen)                                                       | 天使のしっぽＣｈｕ！, Angel Tales 2, Angel Tail 2 | 2003 als Fernsehserie | Tokyo Kids                        |
| Otogi Manga Calendar (54 Folgen)                                                          | まんがカレンダー | 1962 als Fernsehserie | Otogi                             |
| Otogi no Sekai Ryoko                                                                      | まんがカレンダー | 1962 als Film         | Otogi                             |
| Otogizōshi (26 Folgen)                                                                    | お伽草子 | 2004 als Fernsehserie | Production I.G                    |
| Otome wa Oneesama ni Koishiteru (13 Folgen)                                               | 乙女はお姉さまに恋してる | 2006 als Fernsehserie | feel.                             |
| ↳ Otome wa Oneesama ni Koishiteru: Futari no Elder (3 Folgen)                             | 乙女はお姉さまに恋してる 2人のエルダー THE ANIMATION | 2012 als OVA          | Silver Link                       |
| Otome Yōkai Zakuro (13 Folgen)                                                            | おとめ妖怪 ざくろ | 2010 als Fernsehserie | J.C.Staff                         |
| Otona Joshi no Anime Time (eine Folge)                                                    | 大人女子のアニメタイム, Otona Joshi no Anime Taimu | 2011 als Fernsehserie | Answer Studio                     |
| ↳ Otona Joshi no Anime Time (3 Folgen)                                                    | 大人女子のアニメタイム, Otona Joshi no Anime Taimu | 2013 als Fernsehserie | Production Reed, Bones, Wao World |
| Ōsama no Shippo                                                                           | 王様のしっぽ | 1949 als Film         | Nihon Doga                        |
| Our Last Crusade or the Rise of a New World (12 Folgen)                                   | キミと僕の最後の戦場、あるいは世界が始まる聖戦, Kimi to Boku no Saigo no Senjō, Aruiwa Sekai ga Hajimaru Seisen | 2020 als Fernsehserie | Silver Link                       |
| Ouran High School Host Club (26 Folgen)                                                   | 桜蘭高校ホスト部 | 2006 als Fernsehserie | Bones                             |
| Outbreak Company (12 Folgen)                                                              | アウトブレイク・カンパニー, Autobureiku Kampanī | 2013 als Fernsehserie | feel.                             |
| Outlanders (eine Folge)                                                                   | アウトランダーズ | 1986 als OVA          | AIC                               |
| Overflow (8 Folgen)                                                                       | おーばーふろぉ | 2020 als Fernsehserie | Hōkiboshi                         |
| Overlord (13 Folgen)                                                                      | オーバーロード | 2015 als Fernsehserie | Madhouse                          |
| ↳ Overlord II (13 Folgen)                                                                 | オーバーロードII | 2018 als Fernsehserie | Madhouse                          |
| ↳ Overlord III (13 Folgen)                                                                | オーバーロードIII | 2018 als Fernsehserie | Madhouse                          |
| Ōya-san wa Shishunki! (12 Folgen)                                                         | 大家さんは思春期! | 2016 als Fernsehserie | Seven Arc Pictures                |
| Ozmafia!! (12 Folgen)                                                                     | OZMAFIA!! | 2016 als Fernsehserie | Creators in Pack                  |
| Ozuma (6 Folgen)                                                                          | オズマ | 2012 als Fernsehserie | LandQ Studios                     |